# コリカ (イベント)

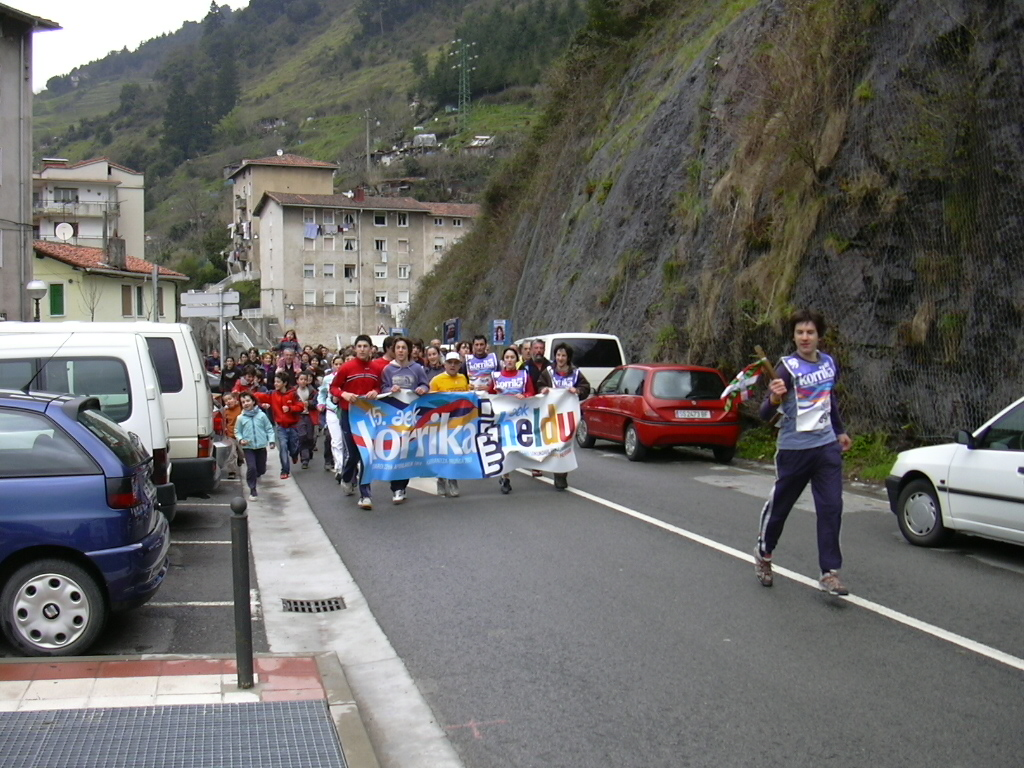
第15回コリカにおいてソラルセを通過している先頭走者

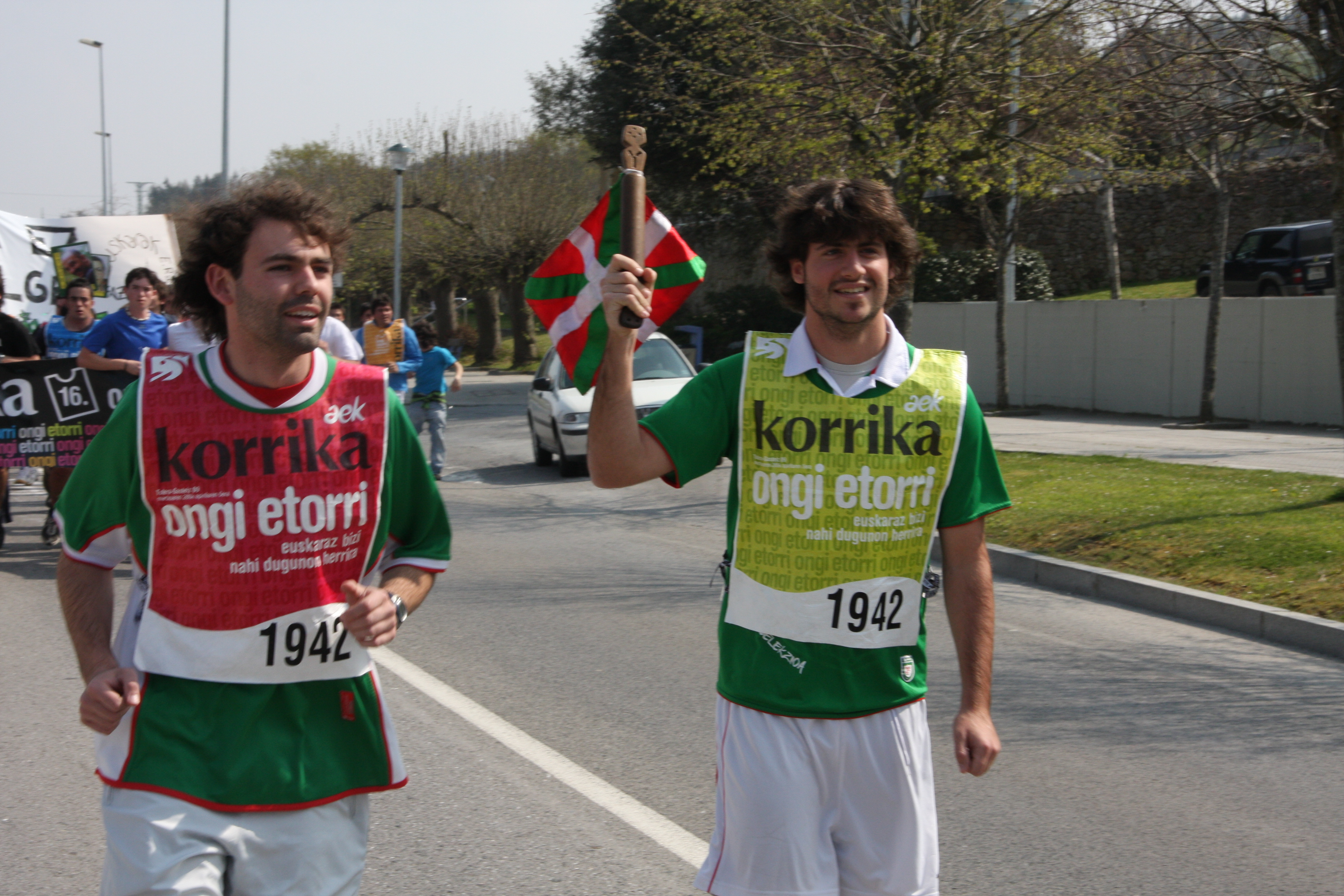
第16回の1942キロメートル地点

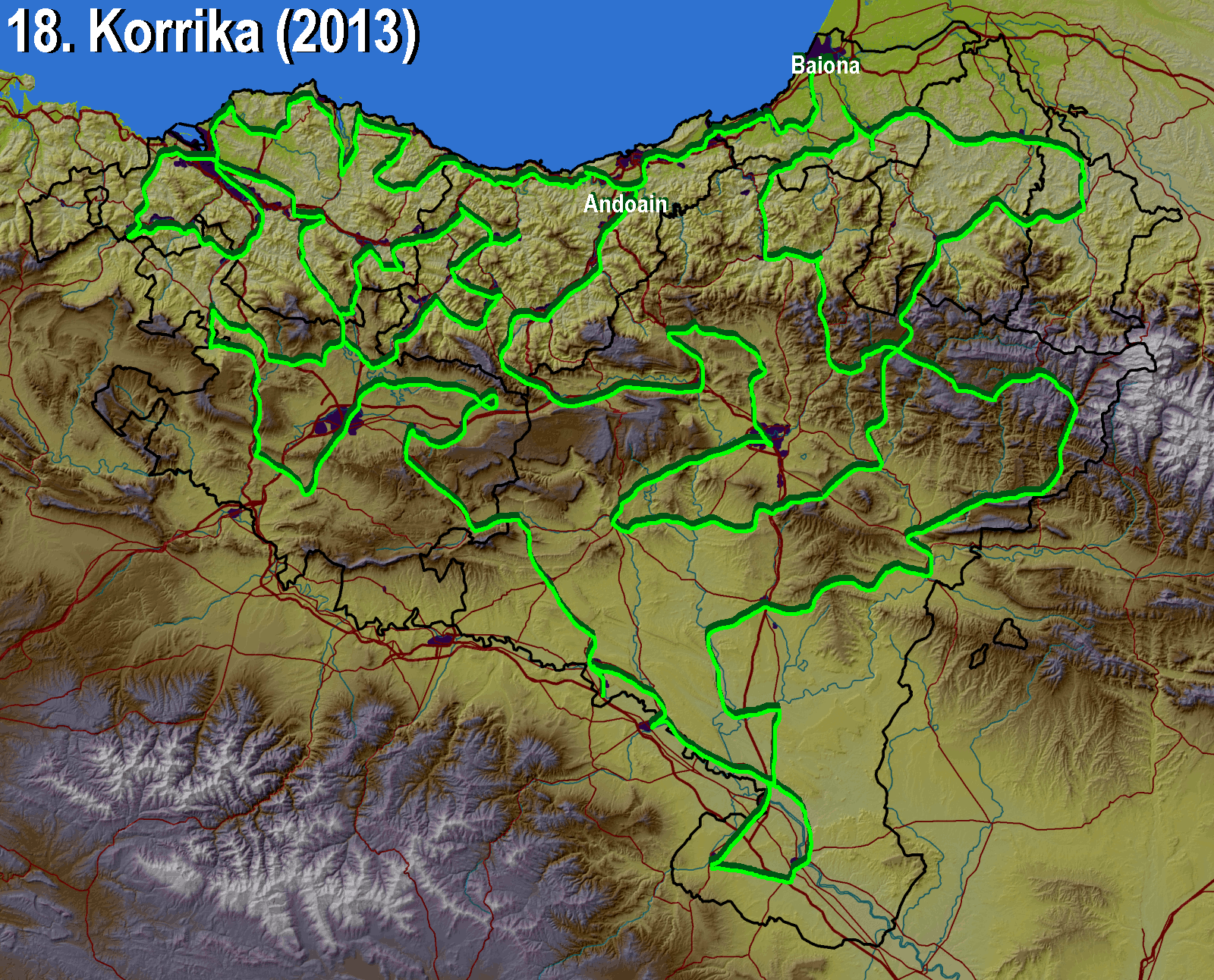
第18回の走行軌跡

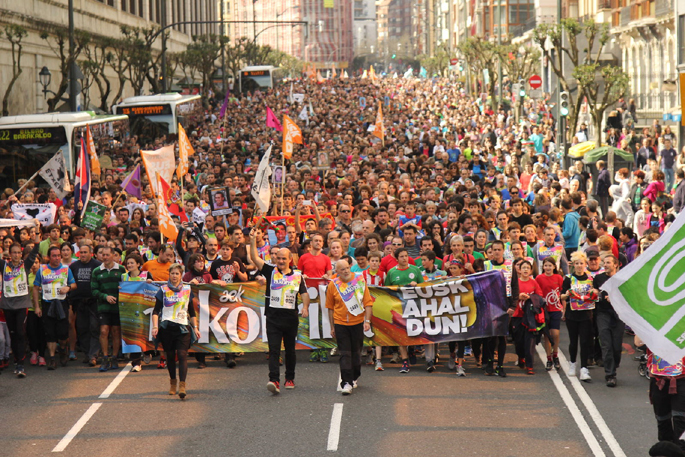
第19回、ビルバオでのゴール

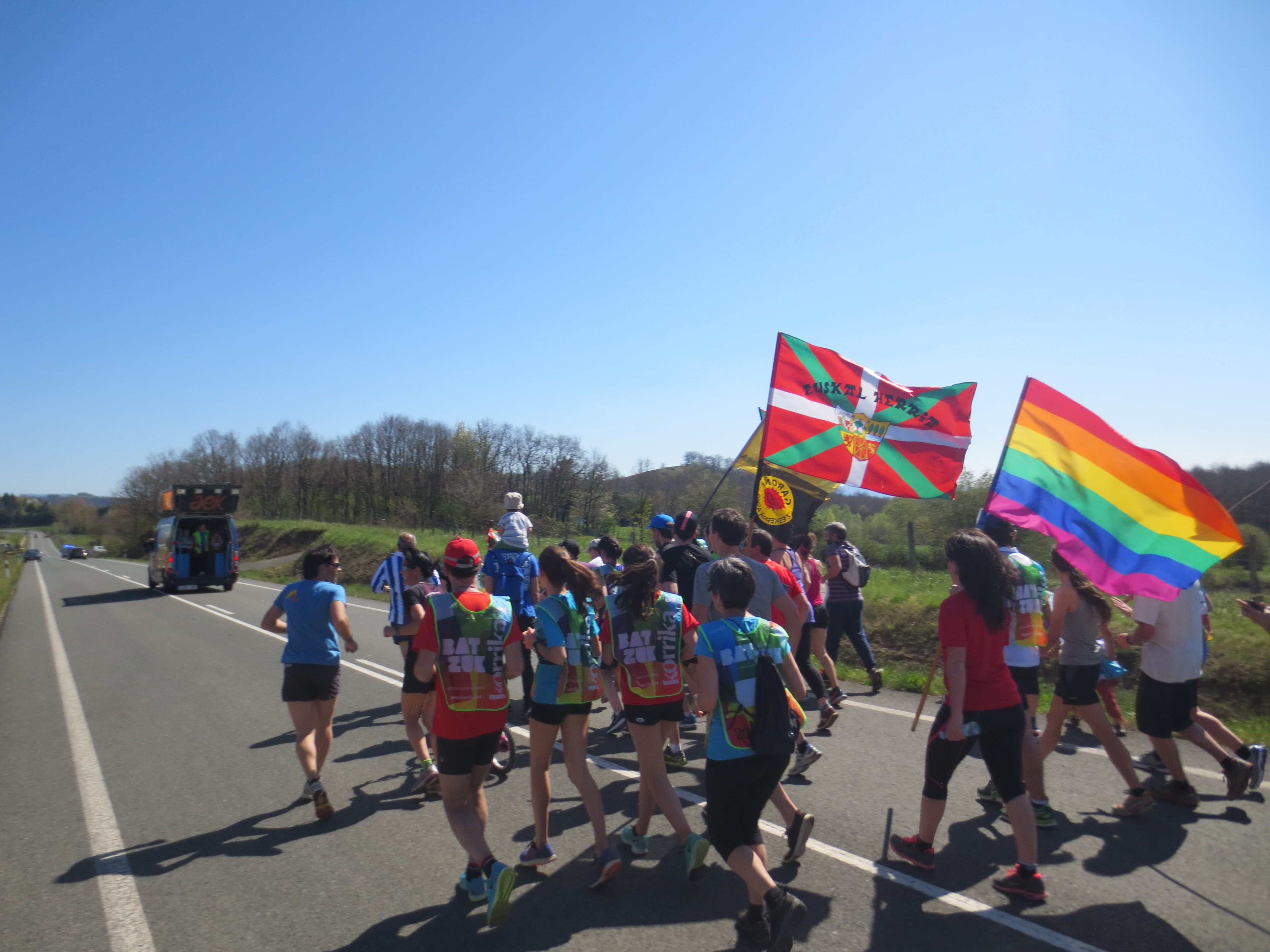
第20回コリカにおいてマリエタ-ラリンツァを通過する先頭走者

コリカ（バスク語：Korrika、「ランニング」の意）は、成人向けのバスク語教育機関であるAEKによるファンドレイジングのためにバスク地方において2年に1度行われるエキシビジョン・リレーである。コリカは言語保存のために行われるデモンストレーションのうち世界最大級のものの一つであり、2017年は2,557キロメートルにわたって昼夜休むことなく11日間連続で走り続けるというものであった。コリカは、ファンドレイジングという目的を超えて、バスク語そのものの振興、支援および普及を行うものとして名高い。
コリカは、AEKそのものと同じく、バスク語に関心のある人々により立ち上げられたものである。現在、コリカは2年に1度春に開催されており、2017年で20回目を迎えた。

## 背景
バスク語は現在、微妙かつ不安定な状態に置かれている。ユネスコによれば、バスク語は複数の地域において絶滅の危機に瀕しているといわれている。実際上、バスク語はバスク地方の広い範囲において今なお公用語として認められていない。しかし、競争を目的としないこのリレーは、開催期間約2週間の間、対象地域全体に楽しく活気ある雰囲気をもたらす。
約40年間継続したフランコ大統領の独裁により、バスク語は長期間抑圧された結果、急速に弱体化した。バスク地方の人々は、バスク語しか知らなかったにもかかわらず、バスク語を公共の場所で話しただけで、近代化に背く言葉を話しているとしてスペインの警察から処罰されすらした。さらに、学校においてもバスク語の使用は禁止され、バスク語を話しているのが見つかるとしばしば体罰を含む懲罰の対象となった。この状況を分析した言語学者の過半数は、スペインおよびフランスによる反バスク語的な言語政策が、今日のバスク語の地位を酷くおとしめる結果になったとしている。
バスク語の弱体化に懸念を抱いた人々により、バスク語を話すための秘密の組織が結成され始めた。このバスク語のための新しい動きは、バスク語の教育およびアルファベット表記化のための組織であるAEKへと統合された。フランコ大統領の独裁が終わると、バスク語の改革者たちは、今日バスク地方において最も有力な運動の一つとなった、コリカを立ち上げ始めた。彼らの主なアイデアは、人々を一箇所に集めるのではなく、自分たちの主張をバスク地方じゅうに運んでいくというものであった。このアイデアには「馬鹿げている」という批判もあったものの、1980年11月29日に第1回のコリカがオニャティで始まり、12月7日にビルバオでゴールを迎えた。

## 組織および手続き
通常、コリカは10日間にわたって行われる。第1回のコリカは1980年に開始され、それ以降毎回、リレーはバスク地方の広い範囲をカバーするのに努めつつ、異なるルートを通ることとしている。リレーは夜間も止まることなく続けられ、約60万人の人々が参加する。
バスク語振興を目的としたファンドレイジングのために、リレーのコースは1キロごとに特定の個人または団体に「販売」され、購入者は自らの購入した区間でリレーのバトンを持って走ることができる。走者（コリコラリ）は、第1回コリカからの伝統である木製のバトン（テスティゴ）を受けわたす。このバトンには、イクリニャによる装飾が付されている。第1回コリカで使用されたバトンは、Remigio Mendiburuによりデザインされたもので、サン・セバスティアンのサンテルモ美術館に保管されている。現在使用されているバトンは、彫刻家Juan Gorritiによりデザインされたものである。毎回、コリカの主催者らはバトンに秘密のメッセージを入れており、バトンが多数のバスク語話者の手から手へと受け渡されたのち、コリカの最後に、メッセージが読み上げられる。様々な組織・団体が、バスク語振興のための団体であるAEKを支えるのみならず、バスク語自体を支えるためにコリカの区間を「購入」していることから、バトンを受け渡すことは名誉なことであると考えられている。
先頭走者のすぐ後ろの走者は、コリカのスローガンを記載した横断幕を掲げて走ることとなっており、このスローガンは毎回異なるものとなっている。コリカは非常に楽しく、競争をしないというスピリットで行われるものであり、音楽やファンファーレを伴っており、沿道は見物客で賑わう。毎回のテーマソングが、回ごとに異なった著名なアーティストにより作曲されている。コリカの開催期間中は、エウスカルツァインディアの支援のもと、バスク語振興のための様々な文化的活動が行われる。

## 各回の記録
第1回以来、コリカは毎回異なるコース、モットーおよびテーマソングのもと開催されてきた。
| 回 | 期間                     | コース                        | モットー                                                                                | テーマソング作曲                                 |
| -- | ------------------------ | ----------------------------- | --------------------------------------------------------------------------------------- | ------------------------------------------------ |
| 1  | 1980年11月29日 - 12月7日 | オニャティ - ビルバオ         | Zuk ere esan bai euskarari                                                              | Xabier Amuriza                                   |
| 2  | 1982年5月22日 - 5月30日  | イルーニャ - ドノスティア     | AEK, euskararen alternatiba herritarra and Korrika, herriaren erantzuna euskararen alde | Akelarre                                         |
| 3  | 1983年12月3日 - 12月11日 | バイヨンヌ - ビルバオ         | Euskaraz eta kitto!                                                                     | Egan                                             |
| 4  | 1985年5月31日 - 6月9日   | Tardets - イルーニャ          | Herri bat, hizkuntza bat!                                                               | Lontxo Aburuza                                   |
| 5  | 1987年4月3日 - 4月12日   | アンダイエ - ビルバオ         | Euskara, zeurea                                                                         | Oskorri                                          |
| 6  | 1989年4月14日 - 4月23日  | イルーニャ - ドノスティア     | Euskara Korrika eta kitto and Euskal Herriak AEK                                        | Xanti eta Maider                                 |
| 7  | 1991年3月15日 - 3月24日  | ガステイス - バイヨンヌ       | Korrika euskara, euskaraz Euskal Herria                                                 | Irigoien AnaiakおよびMikel Erramuspe             |
| 8  | 1993年3月26日 - 4月4日   | イルーニャ - ビルバオ         | Denok maite dugu gure herria euskaraz                                                   | Tapia eta Leturia                                |
| 9  | 1995年3月17日 – 3月26日  | ドニバネ・ガラシ - ガステイス | Jalgi hadi euskaraz                                                                     | Maixa eta Ixiar、Alex Sarduiおよびケパ・フンケラ |
| 10 | 1997年3月14日 – 3月23日  | アランツァス - ビルバオ       | Euskal Herria Korrika!                                                                  | Gozategi                                         |
| 11 | 1999年3月19日 – 3月28日  | イルーニャ - ドノスティア     | Zu eta ni euskaraz                                                                      | Joxe Ripiau                                      |
| 12 | 2001年3月29日 - 4月8日   | ガステイス - バイヨンヌ       | Mundu bat euskarara bildu                                                               | フェルミン・ムグルサ                             |
| 13 | 2003年4月4日 - 13日      | モレオン - パンプローナ       | Herri bat geroa lantzen                                                                 | ミケル・ラボアおよびRuper Ordorika               |
| 14 | 2005年3月10日 – 3月20日  | オレアガ - ビルバオ           | Euskal Herria euskalduntzen. Ni ere bai!                                                | Afrika Bibang                                    |
| 15 | 2007年3月22日 - 4月1日   | Karrantza - イルーニャ        | Heldu hitzari, lekukoari, elkarlanari, euskarari, herriari                              | Niko EtxartおよびEl Drogas                       |
| 16 | 2009年3月26日 - 4月5日   | トゥテラ - ガステイス         | Ongi etorri euskaraz bizi nahi dugunon herrira!                                         | Betagarri                                        |
| 17 | 2011年4月7日 – 17日      | Trebiñu - ドノスティア        | Maitatu, ikasi, ari... Euskalakari                                                      | Gose                                             |
| 18 | 2013年3月14日 – 24日     | アンドアイン - バイヨーナ     | Eman Euskara Elkarri                                                                    | Esne Beltza                                      |
| 19 | 2015年3月19日 – 29日     | Urepele - ビルバオ            | Euskahaldun                                                                             | アーティスト多数                                 |
| 20 | 2017年3月30日 - 4月9日   | Otxandio - イルーニャ         | Bat Zuk                                                                                 | アーティスト多数                                 |

## スピンオフ
ヨーロッパ諸国において、コリカに着想を得て様々な類似イベントが開催されてきた。
- カタルーニャのCorrellengua（1993年開始）[3]
- バル・ダランのCorsa d'Aran（1993年開始）[24]
- ガリシアのCorrelingua（1997年開始）[25]
- ブルターニュのAr Redadeg（2008年開始）[26]
- アイルランドのRith（2010年開始）[27]
- ウェールズのRas yr Iaith（2014年開始）[3]